# Edgard Scandurra
Edgard José Scandurra Pereira (São Paulo, 5 de fevereiro de 1962) é um cantor, compositor, guitarrista e baterista brasileiro, fundador e integrante da banda de rock Ira!.
Antes de fundar o Ira!, Edgard — que é canhoto e foi eleito um dos melhores guitarristas brasileiros pela Heavy Metal Brasil — fez parte e sugeriu o nome da banda Ultraje a Rigor. Também já fez diversas participações especiais com outras bandas e artistas brasileiros como Kid Abelha, Vange Milliet, Ultraje a Rigor, Os Paralamas do Sucesso, Vespas Mandarinas, Lobão e Guilherme Arantes. Já fez participações em mais de 90 discos, sendo oito discos solo ou em parceria, 53 como integrante de outros projetos e bandas e 32 participações e produções.
Foi eleito por 4 anos consecutivos como o melhor instrumentista brasileiro pela revista Bizz até tornar-se hors concours.
Em 2009, eleito pela revista Rolling Stone como dos 100 músicos mais importantes da MPB de todos os tempos. Também por esta Revista, foi listado na lista de 30 maiores ícones brasileiros da guitarra e do violão.

## Carreira
Começa a tocar violão aos 6 anos e, em 1977, formou sua primeira banda, um trio chamado “Subúrbio” que revelou suas primeiras composições de músicas e letras.
Edgard compôs a música "Núcleo Base", do álbum Mudança de Comportamento, quando serviu no núcleo base do 2.º Batalhão de Guarda de São Paulo, entre 1981 e 1982, depois que viu cair por terra sua tentativa de fugir ao serviço militar: a apresentação de uma falsa radiografia dos pulmões.
Em 11 de janeiro de 1984, deixa a banda Ultraje a Rigor, para dedicar somente ao Ira!. Nesta banda, gravou o compacto "Inútil / Mim quer Tocar" lançado em outubro de 1983.
O Ira! foi um salto importante na carreira profissional, em 1981, e abriu espaço para colaborações em outros projetos da cena alternativa paulistana, como a banda feminina As Mercenárias, na qual tocou bateria de 1982 a 1984; e as bandas Smack e Cabine C, nas quais tocava guitarra.
Tem dentre seus trabalhos solo, Amigos Invisíveis, lançado em 1989 e Benzina, de 1996.
Lançou em 2006 o álbum Amor Incondicional.
Em 2007, após confusão com o companheiro de banda Nasi, o Ira! encerra as atividades.
Após o final do Ira!, voltou a gravar um EP com a banda Smack, lançado em 2008, intitulado 3.
Gravou a guitarra de diversos álbuns do parceiro Arnaldo Antunes, além de participarem em 2009 do álbum Pequeno Cidadão, voltado para o público infantil, com a parceria adicional de Taciana Barros e Antonio Pinto. Participou em trabalhos como de Marcelo Jeneci, Karina Buhr, Bárbara Eugênia, entre outros.
Em 2014, a banda Ira! retoma as atividades, com um show elogiado na Virada Cultural de SP.
Em 2020, lança o trabalho “Jogo das Semelhanças – Músicas de Celular”, composto e gravado durante a quarentena da Covid -19, entre março e setembro de 2020.

## Vida pessoal
Tem quatro filhos: Daniel, Lucas, Joaquim e Estela, e uma neta: Luna. Daniel também é músico e fez parte do Ira! entre 2014 e 2018, além de tocar na banda solo do pai. Ele também acompanhou Edgard em uma turnê com Arnaldo e Toumani Diabaté.
Assim como seu companheiro de banda Nasi, Edgard também é apaixonado por futebol e torcedor fanático do São Paulo Futebol Clube.

## Discografia

### Solo
- 1989 – Amigos Invisíveis (WEA)
- 1996 – Benzina (Rock It)
- 2003 – Dream Pop (ST2 Records)
- 2004 – Benzina Remixes (ST2 Records)
- 2006 – Amor Incondicional (ST2 Records)
- 2010 – Edgard Scandurra Ao Vivo (Cultura Marcas)
- 2020 – Jogo das Semelhanças, Gravações de Celular

### Smack
- Ao Vivo no Mosh (1984)
- Noite e Dia (1985)
- 3 (EP) (2008)

### Nenhum de Nós
- Nenhum de Nós (1987)
- Mundo Diablo (1996)

### Lobão
- Cuidado! (1988)

### Ultraje a Rigor
- Inútil / Mim Quer Tocar (1983)
- Sexo!! (1987)

### As Mercenárias
- Cadê as Armas? (1986)
- Trashland (1987)

### Black Future
- Eu Sou o Rio (1988)

### Paulo Le Petit
- Le Petit Comitê (1998)

### Suba
- São Paulo Confessions (1999)

### Arnaldo Antunes
- Nome (1993)
- Ninguém (1995)
- O Silêncio (1996)
- Um Som (1998)
- Paradeiro (2001)
- Qualquer (2006)
- Iê Iê Iê (2009)
- Ao Vivo lá em Casa (2010)
- Especial MTV - A Curva da Cintura (2011) (com Toumani Diabaté)
- Acústico MTV (2012)
- Disco (2013)

### Pequeno Cidadão
- Pequeno Cidadão (2009)
- Pequeno Cidadão 2 (2012)